# Port lotniczy Sam Mbakwe
Port lotniczy Sam Mbakwe (IATA: QOW, ICAO: DNIM) – port lotniczy położony w Owerri, w stanie Imo, w Nigerii. 

## Linie lotnicze i połączenia
| Linia Lotnicza          | Kierunek           |
| ----------------------- | ------------------ |
| Air Peace               | 1. Abudża 2. Lagos |
| Arik Air                | 1. Lagos           |
| Azman Air               | 1. Abudża          |
| United Nigeria Airlines | 1. Abudża          |